# Hackney (paard)

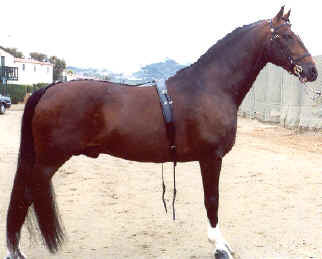
Hackney

De hackney is een Engels paardenras dat bekendstaat om zijn fraaie draf. De naam 'hackney' is afkomstig van het Middelengelse woord hakene (damespaard), dat werd gebruikt om dit paard te onderscheiden van het ridderpaard en het oorlogspaard. De Nederlandstalige variant 'hakkenei' of 'hakkenij' wordt tegenwoordig niet meer gebruikt.

## Geschiedenis
De oorsprong van de hackney ligt in Engeland. In vroegere tijden werden daar dravers gefokt zoals de norfolkdraver en het Yorkshire koetspaard voor gebruik als rij- en trekdier. Deze typen werden in 1883 samengevoegd onder het hackneystamboek, de Hackney Stud Book Society. Ze werden gebruikt in aanspanningen zoals postkoetsen en taxi's, hansom cabs, omdat de hackney beschikte over veel uithoudingsvermogen en voldoende sterk en snel was.
Rond het begin van de twintigste eeuw werden de eerste hackneys in Nederland ingevoerd. Tussen de Eerste en de Tweede Wereldoorlog was de fokkerij en het gebruik beperkt van omvang. Daarna nam de belangstelling toe. De hackney werd in Nederland in zeer beperkte mate ingekruist in zware warmbloedpaarden die op zondagen in het tuig voor de koets gebruikt werden als de groninger en de gelderlander.

## Raskenmerken
De hackney is een temperamentvol, levendig en werklustig paard met een edel, klein hoofd en een rechte profiellijn. Dit ras heeft een sierlijk opgerichte hals met zware bespiering. Het heeft een hoog ingeplante staart. De benen zijn sterk en hebben bijzonder buigzame gewrichten. De voeten zijn klein en hard. De hackney valt op door zijn ruime, hooggrijpende gangen met veel knieactie, zeker in de draf.
De stokmaat ligt tussen de 141 en 155 centimeter. Er is ook een kleine maat hackney, de hackneypony, die een stokmaat van maximaal 1,40 m bereikt. Beide rassen zijn ondergebracht bij hetzelfde stamboek.
De hackney heeft een effen vachtkleur welke voorkomt in bruin, vos, zwart en een enkele keer schimmel. Aftekeningen aan hoofd en benen zijn toegestaan.

## Gebruik
De hackney is een goede draver die echter nooit voor snelheidswedstrijden wordt ingezet. Dit paard wordt wereldwijd vooral gewaardeerd om zijn bijzondere knieactie en trotse voorkomen en is daarmee een typisch showpaard. In mindere mate wordt dit werklustige paardenras ook onder het zadel gereden.